# Cmentarz wojenny nr 151 – Lubaszowa
Cmentarz wojenny nr 151 w Lubaszowej – zabytkowy cmentarz z I wojny światowej znajdujący się we opodal wsi Lubaszowa w powiecie tarnowskim, w gminie Tuchów. Jeden z ponad 400 zachodniogalicyjskich cmentarzy wojennych zbudowanych przez Oddział Grobów Wojennych C. i K. Komendantury Wojskowej w Krakowie. W VI okręgu tarnowskim cmentarzy tych jest 63.

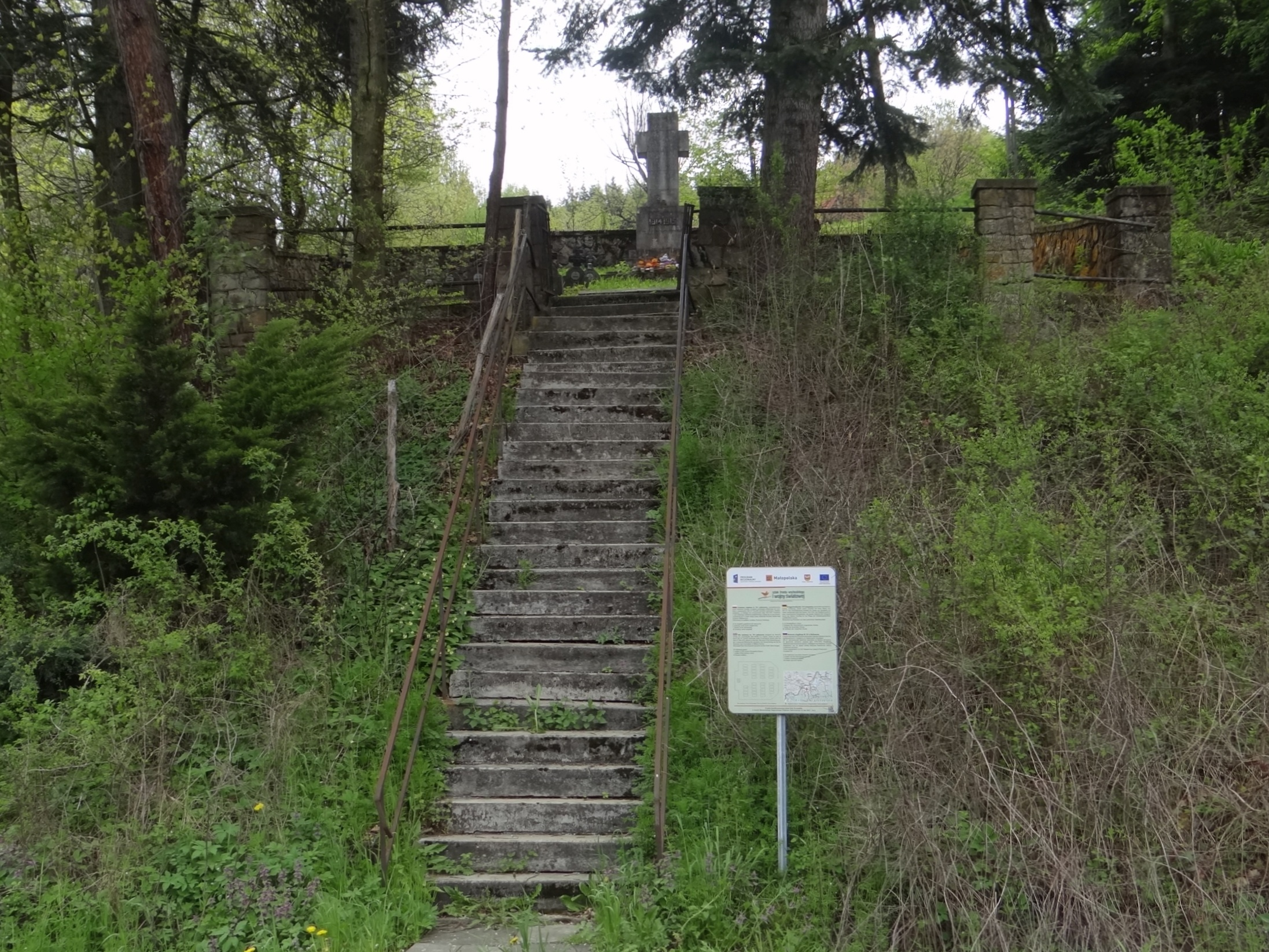
Cmentarz od strony drogi

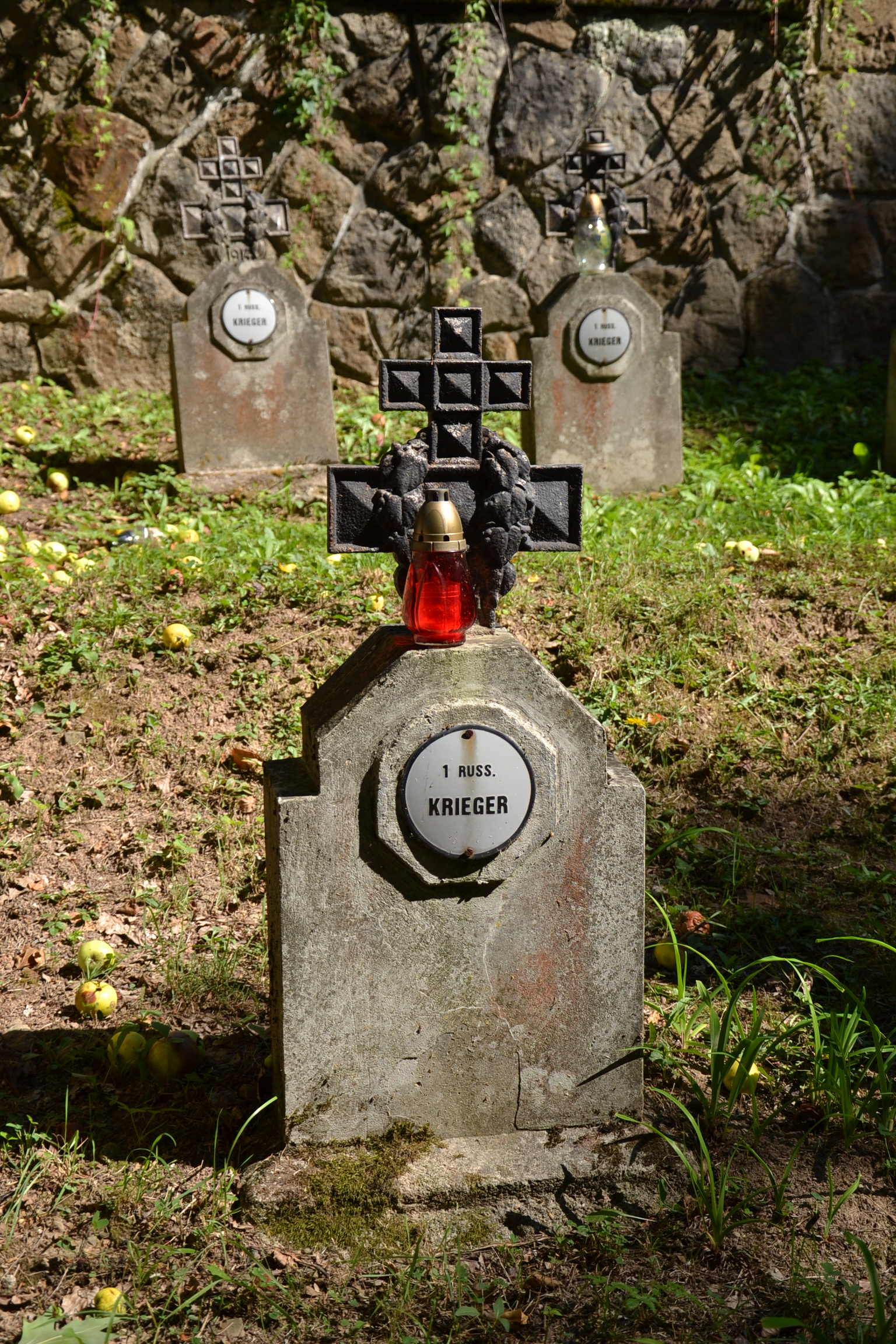
Groby żołnierzy rosyjskich

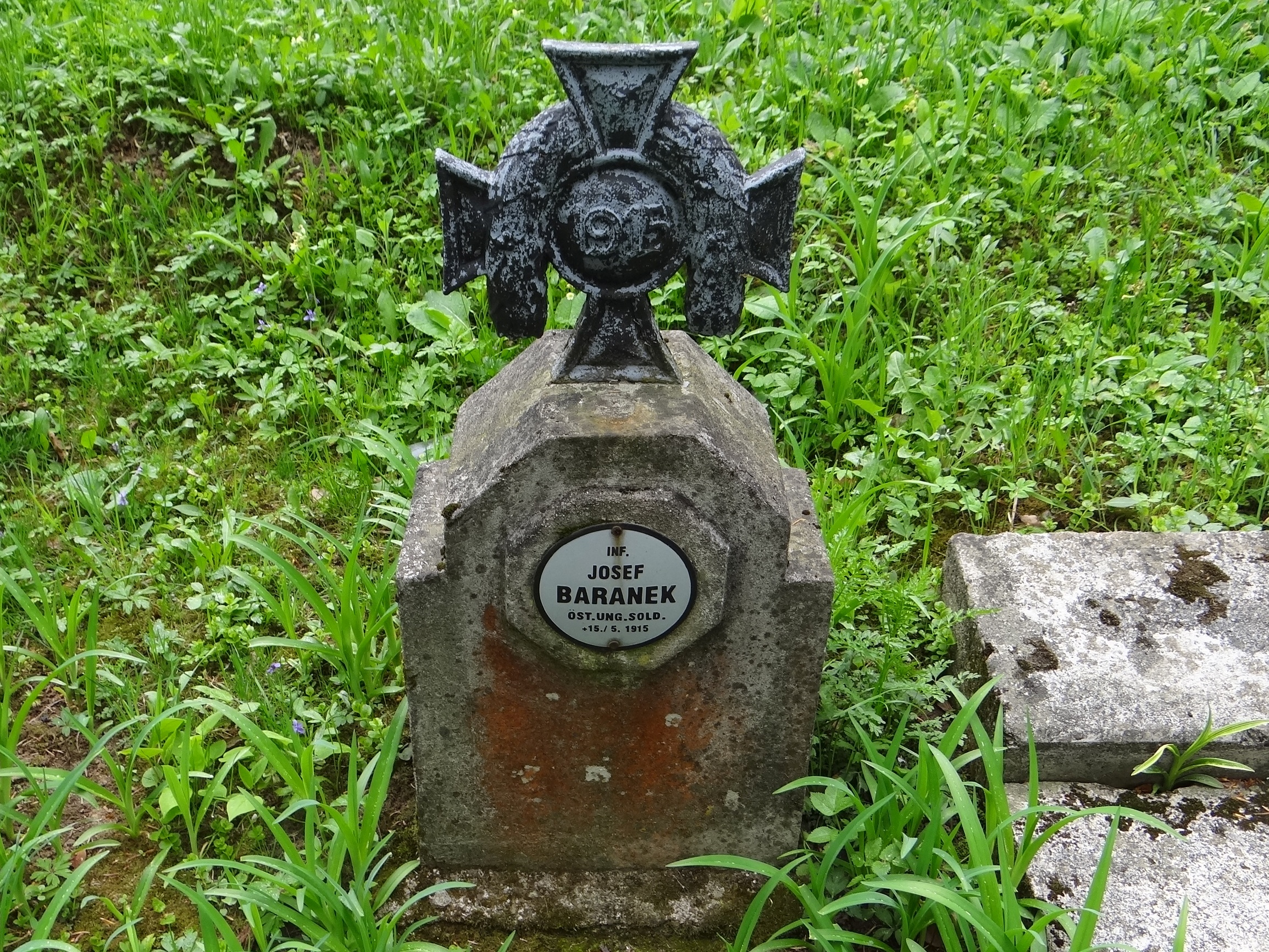
Nagrobek żołnierza austro-węgierskiego

## Opis cmentarza
Cmentarz znajduje się na stromej skarpie przy drodze z Siedlisk przez Lubaszową do Jodłówki Tuchowskiej. Połączony jest z tą droga wysokimi betonowymi schodkami. Zaprojektowany został przez Heinricha Scholza na planie nieregularnego wieloboku. Wejście przez dwuskrzydłową żelazną furtkę osadzoną na murowanych z kamienia słupkach. Ogrodzenie cmentarza stanowi mur z kamieni łupanych nakryty betonowym daszkiem. Głównym elementem dekoracyjnym jest umieszczony na podwyższonym tarasie we wnęce ogrodzenia solidny betonowy krzyż z napisem 1914–1915. Znajduje się po przeciwległej stronie od wejścia. Nagrobki żołnierzy umieszczone są w czterech rzędach po obydwu stronach ścieżki wiodącej od furtki wejściowej do krzyża. Są to betonowe stele z żeliwnymi krzyżami dwóch rodzajów: jednoramiennymi krzyżami łacińskimi i dwuramiennymi krzyżami lotaryńskimi.

## Polegli
W 36 grobach pojedynczych pochowano tu pięciu żołnierzy austro-węgierskich, 30 żołnierzy rosyjskich oraz jednego żołnierza niemieckiego. Zginęli w dniach 3–5 maja 1915 r. podczas bitwy pod Gorlicami. Zidentyfikowano tylko kilku żołnierzy. Znanych z nazwiska jest trzech, a dwóch z przynależności. Dwóch z armii austro-węgierskiej walczyło w 98. pułku piechoty z Wysokiego Myta w Czechach, 1 Niemiec w 3 pułku huzarów gwardii. Wśród poległych żołnierzy rosyjskich byli kozacy i żołnierze 180. windawskiego pułku piechoty.

## Losy cmentarza
Austriacy uznali ten cmentarz za udany obiekt i znalazł się on na pocztówce propagandowej, którą już w trakcie trwania wojny wydawał wiedeński Komitet Opieki Nad Grobami Wojskowymi. Zyski z jej sprzedaży przeznaczono na opiekę i upiększanie cmentarzy w Galicji Zachodniej. Austriacy wykonali cmentarz bardzo solidnie i z trwałych materiałów, jednak z czasem ulegał on naturalnemu niszczeniu przez czynniki środowiska i roślinność. Po II wojnie światowej nie dbano o cmentarze z I wojny. Dopiero po 1990 roku poddano go gruntownemu remontowi, m.in. wycięto drzewa, wyrównano teren itd. Po remoncie cmentarz wyglądał doskonale. Jednak w 2015 r. jest już trochę gorzej; furtka wyłamana, stele i mury porastają mchem, wskutek osunięcia ziemi pękł mur ogrodzenia i pochyliły się słupki bramy wejściowej.